# Rotsauerhoen
Het rotsauerhoen of Sachalin-auerhoen (Tetrao urogalloides; synoniem Tetrao parvirostris) is een vogel uit de onderfamilie der ruigpoothoenders (Tetraoninae). De wetenschappelijke naam van de soort is voor het eerst geldig gepubliceerd in 1851 door Alexander von Middendorff.

## Kenmerken
Het rotsauerhoen is sterk seksueel dimorf, wat inhoudt dat de mannetjes en vrouwtjes er verschillend uitzien. Het mannetje bereikt een lengte van 89–97 cm en het vrouwtje een lengte van 69–75 cm. Het gewicht van het mannetje is 3.350 à 4.580 g en het gewicht van het vrouwtje 1.700 à 2.200 g. De mannetjes zijn zwart en donkerbruin met witte druppelvormige vlekken op de vleugels. De kop en nek zijn zwart met een metalige glans. De rug, onderzijde en bovenstaartdekveren zijn donkerbruin. Heeft een bef met een blauwige glans. Zowel de onderstaart- als bovenstaartdekveren zijn donkerbruin met witte toppen, die elkaar vaak overlappen. De snavel en klauwen zijn zwart. Het vrouwtje is grijsbruin en over het hele lichaam bezaaid met kleine, donkere banderingen. Vooral de toppen van de grote dekveren en middelste dekveren zijn wit. Daarom lijkt het alsof ze enkele gebroken, witte banden over de vleugel heeft. Ook de bovenstaartdekveren hebben witte toppen. De keel en de bovenkant van de borst zijn okergeel en hebben eveneens kleine, donkere markeringen. De keel verschilt hiermee van de oranjebruine, ongebandeerde keel van het vrouwelijke auerhoen (Tetrao urogallus). Hybridisering tussen de twee auerhoendersoorten vindt soms plaats waar de verspreidingsgebieden overlappen.
Lokaal vormen zich 's winters kleine groepjes. Het rotsauerhoen is wat kleiner en ook mobieler dan het auerhoen. Wordt soms waargenomen als ze van de ene naar de andere bergtop vliegen – kan op die manier een hoogte van 1.000 m boven de grond bereiken.

## Voedsel
Rotsauerhoenders eten 's winters vooral scheuten en twijgen van lariksen; daarnaast ook soms rozenbottels en twijgen van berken. In het voorjaar en de zomer eten ze diverse kruiden, grassen en ongewervelden, maar bessen vormen in die periode de hoofdmoot. Foerageert bijna alleen op de grond vanaf het moment dat de dooi weer intreedt, tot aan de daaropvolgende winter.

## Biotoop
Het rotsauerhoen is aan opener gebieden aangepast dan het verwante auerhoen. Komt vooral voor in lariksbossen in de taigazone, in zowel laagland- als berggebieden. In het noorden komt hij ook voor in licht beboste toendra en in het zuiden van het verspreidingsgebied in beboste steppen. Op het schiereiland Kamtsjatka wordt het rotsauerhoen gevonden in bestanden met goudberken (Betula ermanii). Rotsauerhoenders staan er om bekend dat ze een grote invloed uitoefenen op het landschap. Ze remmen op grote schaal de verticale groei van lariksen af door de scheuten er vanaf te bijten. Op die manier creëren ze een parkachtig landschap.

## Verspreiding en ondersoorten

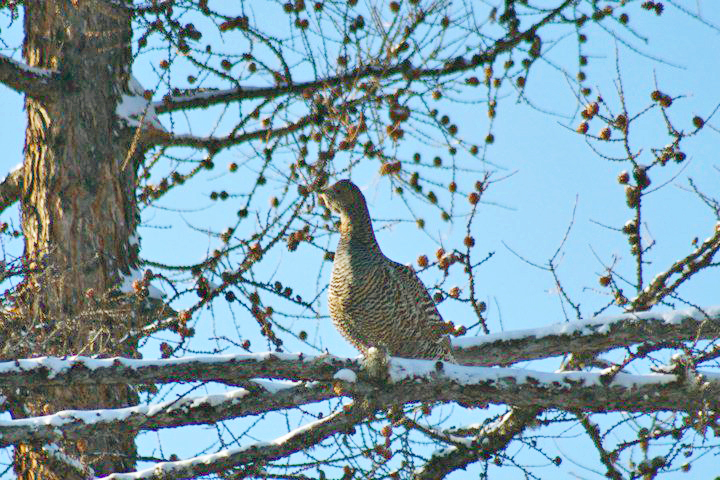
Een vrouwelijk rotsauerhoen.

Het rotsauerhoen komt voor in het noordoosten van Azië en valt grotendeels samen met de verspreiding van de Aziatische lariks (Larix gmelinii). Het merendeel van de populatie bevindt zich in het oosten van Rusland en de resterende populaties bevinden zich in het noorden van Mongolië en het noordoosten van China. Is in China een zeer zeldzame broedvogel met minder dan 100 broedparen (2006-2010).
Bij deze soort worden twee ondersoorten onderscheiden:
- T. u. urogalloides: noordoostelijk Azië
- T. u. kamtschaticus: Kamtsjatka

## Bedreigingen
In Rusland is het rotsauerhoen een belangrijke jachtwildsoort. Op de baltsplekken dicht bij wegen of in de buurt van gecultiveerde gebieden zijn ze kwetsbaar, omdat daar ook op ze gejaagd wordt. In het zuiden van het verspreidingsgebied is de soort recent sterk achteruit gegaan. De belangrijkste bedreigingen zijn ontbossing, door mensen veroorzaakte bosbranden, illegale jacht en legale jacht in het voorjaar op de baltsplekken.

## Beschermingsstatus
Het aantal rotsauerhoenders in Rusland werd tussen 2006 en 2010 geschat op 1,8 miljoen individuen. Ondanks een afname in het zuiden van zijn verspreidingsgebied staan ze op de Rode Lijst van de IUCN als niet bedreigd geclassificeerd. In China is de soort zeer zeldzaam en volledig beschermd.

## Gelijkende soorten
- Auerhoen (Tetrao urogallus). Qua uiterlijk (man en vrouw).
- Korhoen (Lyrurus tetrix). Qua uiterlijk (vrouw).